# República de Galícia
La República de Galícia va ser un passatge efímer en la història de Galícia que va durar unes hores i va tenir lloc exactament durant el 27 de juny de 1931, un dia abans de les eleccions a les Corts Constituents de la Segona República Espanyola, quan activistes com Pedro Campos Couceiro i Antonio Alonso Ríos van declarar que la solució als problemes de Galícia no passava per integrar-se en una República espanyola, sinó per optar per la creació de la Primera República Gallega.

## Esdeveniments
El matí del 25 de juny de 1931, els dirigents de la dreta nacionalista, Pedro Campos Couceiro i Antonio Alonso Ríos, van declarar que una total independència de Galícia d'Espanya era l'única manera que Galícia remeiés el seu endarreriment secular i recuperar la seva dignitat nacional. La cancel·lació temporal de la construcció de la línia ferroviària entre A Coruña-Ourense-Zamora va ser el desencadenant immediat dels esdeveniments.
El 27 de juny de 1931 va tenir lloc una primera proclamació a Ourense, al final d'una manifestació en protesta per la paralització de les obres del ferrocarril, que va acabar ocupant la Casa do Concello (ajuntament), on es va hissar una bandera de Galícia i es va proclamar públicament la República Gallega. Antonio Alonso Ríos va ser nomenat president de la Xunta Revolucionaria da República Galega (Junta Revolucionària de la República Gallega). Així, es pot dir que aquesta declaració d'independència és un dels primers exemples reals de sobirania nacional de Galícia després que fos integrada completament a la corona castellana.
Malgrat tot, el governador civil de la província d'Ourense i el ministre de l'Interior, Miguel Maura, van negar oficialment davant la premsa que s'hagués produït aquesta proclamació.

### Proclamació en Santiago de Compostela
| «                               | (gallec) No pleno municipal do día anterior, a proposta da creación inmediata dun Estado Galego á semellanza do que pasara en Cataluña fora posta sobre a mesa, e contaba co apoio dos obreiros composteláns. Ao rematar o mitin o concello compostelán é asaltado, dimitindo inmediatamente todas as autoridades, e sendo Alonso Ríos, que exercía practicamente como o presidente provisorio da Galiza, presidente da Xunta Revolucionaria da República Galega. Finalmente, a falta de seguimento da proclamación noutras comarcas, logrou o cese da Xunta Revolucionaria en poucas horas. | (català) A la sessió municipal del dia anterior, la proposta de creació immediata d'un Estat gallec semblant al que havia passat a Catalunya va ser ficada sobre la taula, i tenia el suport dels treballadors compostelans. Al final de la reunió, l'Ajuntament de Compostela és assaltat, dimitint immediatament a totes les autoritats i sent Alonso Ríos, que pràcticament era el president provisional de Galícia, president de la Junta Revolucionària de la República Gallega. Finalment, a falta de seguiment de la proclamació en altres comarques, va aconseguir el cessament de la Reunió Revolucionària en poques hores. | » |
| — Asociación Cultural Foucelhas | | |   |

El context en què s'emmarca aquesta declaració és tensa, amb la recent victòria republicana i la fugida del rei espanyol Alfons XIII. Així, la declaració d'un Estat gallec es va veure afavorit per un entorn de malestar generat pel caciquisme imperant i per la paralització de les obres del ferrocarril, deixant sense treball a 12.000 treballadors. Amb tot això i això, en realitat, aquesta declaració d'independència només s'ha d'entendre com una proclama sense efectes reals.
| «                                                    | (gallec) A actitude morna e submisa de ORGA e Casares Quiroga, xa integrada en Izquierda Republicana, enfriaran este empurrón inicial tan necesario e importante, pra acadar un estatuto galego e unha república federal. A unidade dos grupos nacionalistas no Partido Galeguista permitiran darlle un novo pulo á problemática nacional galega, que o levantamento militar afogará en sangue máis unha vez. | (català) L'actitud càlida i submisa de l'ORGA i Casares Quiroga, ja integrats a l'Izquierda Republicana, refredarà aquest impuls inicial tan necessari i important, per aconseguir un estatut gallec i una república federal. La unitat dels grups nacionalistes del Partit Galeguista va permetre un nou impuls al problema nacional gallec, que l'aixecament militar ofegaria de nou amb sang. | » |
| — Alonso Ríos, a paixón por Galiza, por Manuel Mera. | | |   |

### Moviment social
Va ser Alonso Ríos, nomenat president de la Junta Revolucionària de la República Gallega, i una multitud van avançar en forma de protesta cap al Pazo de Raxoi, i van prendre les oficines municipals, establint l'Estat Gallec. A Pobra de Seabra es va celebrar una manifestació que va recórrer tots els carrers cap a la casa consistorial, on es va hissar la bandera gallega. A Santiago de Compostel·la, els efectius de la causa esperaven la insurrecció de les altres comarques, però el govern central va reprendre el treball del ferrocarril, impedint que la insurrecció s'expandís.
La marginalitat històrica del país, en gran manera rural i de parla gallega, es trobava al centre del moviment. Finalment, la negociació entre les forces espanyoles i els instigadores gallecs van desactivar el moviment, que va perdre força i va finalitzar la Primera República Gallega.
Diverses organitzacions d'esquerres i partidaris de la sobirania nacional gallega encara celebren la data.